# Nonea melanocarpa
Nonea melanocarpa är en strävbladig växtart som beskrevs av Pierre Edmond Boissier. Nonea melanocarpa ingår i släktet nonneor, och familjen strävbladiga växter. Inga underarter finns listade i Catalogue of Life.